# ليكس بيل
ليكس بيل (بالإنجليزية: Lex Bell)‏ هو سياسي أسترالي، ولد في 13 يوليو 1945 في بريزبان في أستراليا. نشط حزبياً في مستقل. وقد انتخب عضو المجلس التشريعي ولاية كوينزلاند.